# 11-та армія (СРСР)
11-та а́рмія (11 А) — оперативне об'єднання сухопутних військ Червоної армії, загальновійськова армія в роки німецько-радянської війни.

## Історія

### Командування
Командувачі:
- генерал-лейтенант Морозов В. І. (червень 1941 — листопад 1942)
- генерал-лейтенант Курочкін П. О. (листопад 1942 — березень 1943)
- генерал-лейтенант Лопатін А. І. (березень 1943 — 14 липня 1943)
- генерал-лейтенант Федюнінський І. І. (14 липня 1943 — грудень 1943)